# Movimento d'Azione per il Rinnovamento
Il Movimento d'Azione per il Rinnovamento (in francese: Mouvement action et renouveau - MAR) è un partito politico congolese di orientamento socialista fondato nel 2006 dal politico e poeta Jean-Baptiste Tati Loutard.
Il partito sostiene il governo di Denis Sassou Nguesso, leader del Partito Congolese del Lavoro e presidente della Repubblica dal 1997, ed è guidato da Roland Bouiti-Viaudo, già sindaco di Pointe-Noire.

## Risultati elettorali
| Elezione          | Seggi   |
| ----------------- | ------- |
| Parlamentari 2007 | 5 / 137 |
| Parlamentari 2012 | 4 / 136 |
| Parlamentari 2017 | 3 / 151 |
| Parlamentari 2022 | 4 / 151 |